# Till Lindemann/Diskografie
Diese Diskografie ist eine Übersicht über die musikalischen Werke des deutschen Metalsängers Till Lindemann. Den Schallplattenauszeichnungen zufolge hat er bisher mehr als 5,2 Millionen Tonträger verkauft. Seine erfolgreichste Veröffentlichung ist die Autorenbeteiligung und Produktion Sonne mit über 1,4 Millionen verkauften Einheiten. Darüber hinaus verkaufte Lindemann als Mitglied von Rammstein über 20 Millionen Tonträger.

## Alben

### Studioalben
| Jahr | Titel Musiklabel   | Höchstplatzierung, Gesamtwochen, AuszeichnungChartplatzierungen (Jahr, Titel, Musiklabel, Platzierungen, Wochen, Auszeichnungen, Anmerkungen) | Höchstplatzierung, Gesamtwochen, AuszeichnungChartplatzierungen (Jahr, Titel, Musiklabel, Platzierungen, Wochen, Auszeichnungen, Anmerkungen) | Höchstplatzierung, Gesamtwochen, AuszeichnungChartplatzierungen (Jahr, Titel, Musiklabel, Platzierungen, Wochen, Auszeichnungen, Anmerkungen) | Höchstplatzierung, Gesamtwochen, AuszeichnungChartplatzierungen (Jahr, Titel, Musiklabel, Platzierungen, Wochen, Auszeichnungen, Anmerkungen) | Anmerkungen                            |
| Jahr | Titel Musiklabel   | DE | AT | CH | UK | Anmerkungen                            |
| ---- | ------------------ | --- | --- | --- | --- | -------------------------------------- |
| 2023 | Zunge Selbstverlag | DE2 (6 Wo.)DE | AT10 (2 Wo.)AT | CH18 (2 Wo.)CH | — | Erstveröffentlichung: 3. November 2023 |

## Singles

### Als Leadmusiker
| Jahr | Titel Album                     | Höchstplatzierung, Gesamtwochen, AuszeichnungChartplatzierungen (Jahr, Titel, Album, Platzierungen, Wochen, Auszeichnungen, Anmerkungen) | Höchstplatzierung, Gesamtwochen, AuszeichnungChartplatzierungen (Jahr, Titel, Album, Platzierungen, Wochen, Auszeichnungen, Anmerkungen) | Höchstplatzierung, Gesamtwochen, AuszeichnungChartplatzierungen (Jahr, Titel, Album, Platzierungen, Wochen, Auszeichnungen, Anmerkungen) | Höchstplatzierung, Gesamtwochen, AuszeichnungChartplatzierungen (Jahr, Titel, Album, Platzierungen, Wochen, Auszeichnungen, Anmerkungen) | Anmerkungen                                                                                        |
| Jahr | Titel Album                     | DE | AT | CH | UK | Anmerkungen                                                                                        |
| ---- | ------------------------------- | --- | --- | --- | --- | -------------------------------------------------------------------------------------------------- |
| 2003 | Schtiel –                       | — | — | — | — | Erstveröffentlichung: 30. August 2003 mit Richard Kruspe                                           |
| 2020 | Till the End –                  | — | — | — | — | Erstveröffentlichung: 14. Februar 2020 mit Zoran Bihać & Daniel Karelly als Na Chui                |
| 2020 | Alle Tage ist kein Sonntag –    | DE10 (1 Wo.)DE | — | — | — | Erstveröffentlichung: 11. Dezember 2020 mit David Garrett; Original: Traditional                   |
| 2021 | Lubimiy Gorod (Любимый город) – | — | — | — | — | Erstveröffentlichung: 22. April 2021                                                               |
| 2021 | Ich hasse Kinder –              | DE12 (1 Wo.)DE | — | — | — | Erstveröffentlichung: 31. Mai 2021                                                                 |
| 2023 | Zunge                           | — | — | — | — | Erstveröffentlichung: 8. September 2023                                                            |
| 2023 | Lecker Zunge                    | — | — | — | — | Erstveröffentlichung: 29. September 2023                                                           |
| 2023 | Nass Zunge                      | — | — | — | — | Erstveröffentlichung: 29. September 2023                                                           |
| 2023 | Schweiß Zunge                   | — | — | — | — | Erstveröffentlichung: 29. September 2023                                                           |
| 2023 | Sport frei Zunge                | — | — | — | — | Erstveröffentlichung: 27. Oktober 2023                                                             |
| 2023 | Entre dos tierras –             | — | — | — | — | Erstveröffentlichung: 25. Dezember 2023 Original: Héroes del Silencio                              |
| 2024 | Übers Meer Zunge                | — | — | — | — | Erstveröffentlichung: 3. Mai 2024 mit Burak Yeter Neuauflage: 17. September 2024 mit Soloversionen |
| 2025 | Meine Welt –                    | — | — | — | — | Erstveröffentlichung: 20. Februar 2025                                                             |
| 2025 | Und die Engel singen –          | — | — | — | — | Erstveröffentlichung: 11. Juni 2025                                                                |

### Als Gastmusiker
| Jahr | Titel Album                                 | Anmerkungen                                                          |
| ---- | ------------------------------------------- | -------------------------------------------------------------------- |
| 2021 | Always on My Mind The Persistence of Memory | Erstveröffentlichung: 15. Oktober 2021 Emigrate feat. Till Lindemann |
| 2021 | Le jardin des larmes Isa                    | Erstveröffentlichung: 15. Oktober 2021 Zaz feat. Till Lindemann      |

## Musikvideos
| Jahr | Titel                         | Regie                                                       |
| ---- | ----------------------------- | ----------------------------------------------------------- |
| 2020 | Till the End                  | Zoran Bihać                                                 |
| 2020 | Alle Tage ist kein Sonntag    | Zoran Bihać                                                 |
| 2021 | Lubimiy Gorod (Любимый город) | Timur Bekmambetov, Sergey Trofimov                          |
| 2021 | Ich hasse Kinder              | Serghey Grey                                                |
| 2021 | Le jardin des larmes          | Zoran Bihać                                                 |
| 2023 | Child of Sin                  | Ismael                                                      |
| 2023 | Zunge                         | Anna Tsukanova-Kott                                         |
| 2023 | Nass / Schweiß / Lecker       | Serghey Grey                                                |
| 2023 | Sport frei                    |                                                             |
| 2024 | Entre dos tierras             | Juan Bonilla                                                |
| 2024 | Übers Meer                    | Zoran Bihać, Marina Firmhofer, Roger Magrini, Jona Neukirch |
| 2025 | Meine Welt                    | Kevin Bodin                                                 |
| 2025 | Und die Engel singen          | Anna Grey                                                   |

## Autorenbeteiligungen und Produktionen
Till Lindemann als Autor (A) und Produzent (P) in den Charts

| Jahr | Titel Interpretation                     | Höchstplatzierung, Gesamtwochen, AuszeichnungChartplatzierungen (Jahr, Titel, Interpretation, Platzierungen, Wochen, Auszeichnungen, Anmerkungen) | Höchstplatzierung, Gesamtwochen, AuszeichnungChartplatzierungen (Jahr, Titel, Interpretation, Platzierungen, Wochen, Auszeichnungen, Anmerkungen) | Höchstplatzierung, Gesamtwochen, AuszeichnungChartplatzierungen (Jahr, Titel, Interpretation, Platzierungen, Wochen, Auszeichnungen, Anmerkungen) | Höchstplatzierung, Gesamtwochen, AuszeichnungChartplatzierungen (Jahr, Titel, Interpretation, Platzierungen, Wochen, Auszeichnungen, Anmerkungen) | Anmerkungen                                                  |
| Jahr | Titel Interpretation                     | DE | AT | CH | UK | Anmerkungen                                                  |
| --- | ---------------------------------------- | --- | --- | --- | --- | ------------------------------------------------------------ |
| 1995 | Du riechst so gut A Rammstein            | DE16 a (10 Wo.)DE | — | — | — | Erstveröffentlichung: 24. August 1995                        |
| 1997 | Engel A, P Rammstein                     | DE3 Gold · (25 Wo.)DE | AT4 (18 Wo.)AT | CH17 (14 Wo.)CH | — | Erstveröffentlichung: 28. März 1997 Verkäufe: + 260.000      |
| 1997 | Du hast A, P Rammstein                   | DE5 (12 Wo.)DE | AT10 (9 Wo.)AT | CH33 (5 Wo.)CH | UK— SilberUK | Erstveröffentlichung: 18. Juli 1997 Verkäufe: + 355.000      |
| 1997 | Das Modell P Rammstein                   | DE5 (13 Wo.)DE | AT18 (12 Wo.)AT | — | — | Erstveröffentlichung: 23. November 1997 Original: Kraftwerk  |
| 1998 | Stripped P Rammstein                     | DE14 (12 Wo.)DE | AT27 (3 Wo.)AT | CH42 (3 Wo.)CH | — | Erstveröffentlichung: 27. Juli 1998 Original: Depeche Mode   |
| 2000 | Du hast A Rockstar                       | DE45 (3 Wo.)DE | — | — | — | Erstveröffentlichung: 24. Januar 2000                        |
| 2001 | Sonne A, P Rammstein                     | DE2 ×3Dreifachgold · (13 Wo.)DE | AT5 (14 Wo.)AT | CH18 (11 Wo.)CH | UK— GoldUK | Erstveröffentlichung: 12. Februar 2001 Verkäufe: + 1.415.000 |
| 2001 | Links 2 3 4 A, P Rammstein               | DE26 (9 Wo.)DE | AT33 (6 Wo.)AT | CH65 (3 Wo.)CH | — | Erstveröffentlichung: 14. Mai 2001                           |
| 2001 | Ich will A, P Rammstein                  | DE29 Gold · (9 Wo.)DE | AT59 (3 Wo.)AT | — | UK30 (2 Wo.)UK | Erstveröffentlichung: 10. September 2001 Verkäufe: + 250.000 |
| 2002 | Mutter A, P Rammstein                    | DE47 (4 Wo.)DE | — | — | — | Erstveröffentlichung: 25. März 2002                          |
| 2002 | Feuer frei! A, P Rammstein               | DE33 Gold · (9 Wo.)DE | AT28 (8 Wo.)AT | — | UK35 Silber · (2 Wo.)UK | Erstveröffentlichung: 14. Oktober 2002 Verkäufe: + 500.000   |
| 2003 | Seemann A Apocalyptica feat. Nina Hagen  | DE13 (9 Wo.)DE | AT35 (7 Wo.)AT | CH73 (2 Wo.)CH | — | Erstveröffentlichung: 12. Oktober 2003                       |
| 2004 | Mein Teil A, P Rammstein                 | DE2 (10 Wo.)DE | AT6 (10 Wo.)AT | CH11 (10 Wo.)CH | UK61 (3 Wo.)UK | Erstveröffentlichung: 26. Juli 2004                          |
| 2004 | Amerika A, P Rammstein                   | DE2 Gold · (13 Wo.)DE | AT3 (21 Wo.)AT | CH5 (13 Wo.)CH | UK38 (2 Wo.)UK | Erstveröffentlichung: 13. September 2004 Verkäufe: + 195.000 |
| 2004 | Ohne dich A, P Rammstein                 | DE12 Gold · (12 Wo.)DE | AT38 (12 Wo.)AT | CH42 (12 Wo.)CH | — | Erstveröffentlichung: 22. November 2004 Verkäufe: + 300.000  |
| 2005 | Keine Lust A, P Rammstein                | DE16 (9 Wo.)DE | AT25 (6 Wo.)AT | CH30 (6 Wo.)CH | UK35 (2 Wo.)UK | Erstveröffentlichung: 27. Februar 2005                       |
| 2005 | Benzin A, P Rammstein                    | DE6 (9 Wo.)DE | AT11 (14 Wo.)AT | CH15 (13 Wo.)CH | UK58 (1 Wo.)UK | Erstveröffentlichung: 7. Oktober 2005                        |
| 2005 | Rosenrot A, P Rammstein                  | DE28 (9 Wo.)DE | AT46 (6 Wo.)AT | CH59 (8 Wo.)CH | — | Erstveröffentlichung: 16. Dezember 2005                      |
| 2006 | Mann gegen Mann A, P Rammstein           | DE20 (8 Wo.)DE | AT42 (2 Wo.)AT | CH66 (2 Wo.)CH | UK59 (1 Wo.)UK | Erstveröffentlichung: 3. März 2006                           |
| 2009 | Pussy A, P Rammstein                     | DE1 (11 Wo.)DE | AT4 (13 Wo.)AT | CH12 (6 Wo.)CH | UK95 (1 Wo.)UK | Erstveröffentlichung: 18. September 2009                     |
| 2010 | Ich tu dir weh A, P Rammstein            | — | AT74 (1 Wo.)AT | — | — | Erstveröffentlichung: 4. Januar 2010                         |
| 2010 | Haifisch A, P Rammstein                  | DE33 (2 Wo.)DE | — | — | — | Erstveröffentlichung: 28. Mai 2010                           |
| 2011 | Mein Land A, P Rammstein                 | DE5 (7 Wo.)DE | AT9 (4 Wo.)AT | CH21 (2 Wo.)CH | — | Erstveröffentlichung: 11. November 2011                      |
| 2012 | Mein Herz brennt A, P Rammstein          | DE7 Gold · (5 Wo.)DE | AT31 (1 Wo.)AT | CH33 (1 Wo.)CH | — | Erstveröffentlichung: 7. Dezember 2012 Verkäufe: + 300.000   |
| 2015 | Praise Abort A Lindemann                 | DE42 (1 Wo.)DE | — | — | — | Erstveröffentlichung: 29. Mai 2015                           |
| 2019 | Deutschland A, P Rammstein               | DE1 ×3Dreifachgold · (23 Wo.)DE | AT4 Platin · (12 Wo.)AT | CH1 (15 Wo.)CH | UK98 Silber · (1 Wo.)UK | Erstveröffentlichung: 28. März 2019 Verkäufe: + 1.185.000    |
| 2019 | Radio A, P Rammstein                     | DE4 Gold · (7 Wo.)DE | AT13 Gold · (3 Wo.)AT | CH17 (5 Wo.)CH | — | Erstveröffentlichung: 26. April 2019 Verkäufe: + 240.000     |
| 2019 | Ausländer A, P Rammstein                 | DE2 Gold · (9 Wo.)DE | AT29 Gold · (2 Wo.)AT | CH38 (4 Wo.)CH | — | Erstveröffentlichung: 31. Mai 2019 Verkäufe: + 260.000       |
| 2019 | Steh auf A Lindemann                     | DE8 (1 Wo.)DE | — | — | — | Erstveröffentlichung: 13. September 2019                     |
| 2019 | Ich weiß es nicht A Lindemann & Ministry | DE82 (1 Wo.)DE | — | — | — | Erstveröffentlichung: 1. November 2019                       |
| 2021 | Ich hasse Kinder A, P Till Lindemann     | DE12 (1 Wo.)DE | — | — | — | Erstveröffentlichung: 31. Mai 2021                           |
| 2022 | Zeit A, P Rammstein                      | DE1 (15 Wo.)DE | AT6 (8 Wo.)AT | CH2 (10 Wo.)CH | — | Erstveröffentlichung: 10. März 2022                          |
| 2022 | Zick Zack A, P Rammstein                 | DE1 (11 Wo.)DE | AT8 Gold · (7 Wo.)AT | CH11 (5 Wo.)CH | — | Erstveröffentlichung: 7. April 2022 Verkäufe: + 15.000       |
| 2022 | Dicke Titten A, P Rammstein              | DE12 (12 Wo.)DE | AT9 Gold · (16 Wo.)AT | CH27 (3 Wo.)CH | — | Erstveröffentlichung: 27. Mai 2022 Verkäufe: + 15.000        |
| 2022 | Angst A, P Rammstein                     | DE5 b (6 Wo.)DE | AT21 b (3 Wo.)AT | CH19 b (2 Wo.)CH | — | Erstveröffentlichung: 26. August 2022                        |
| 2022 | Adieu A, P Rammstein                     | DE13 (1 Wo.)DE | AT48 (1 Wo.)AT | CH56 (1 Wo.)CH | — | Erstveröffentlichung: 25. November 2022                      |
| Folgende Lieder erschienen nicht als Single, wurden aber durch das Album zum Download und Streaming bereitgestellt und konnten somit eine Platzierung erlangen: |                                          | | | | |                                                              |
| |                                          | | | | |                                                              |
| 2009 | Rammlied A, P Rammstein                  | — | — | CH28 (3 Wo.)CH | — | Charteinstieg: 4. Oktober 2009 B-Seite von Pussy             |
| 2013 | Sonne A Heino                            | DE91 (1 Wo.)DE | — | — | — | Charteinstieg: 15. Februar 2013                              |
| 2019 | Zeig dich A, P Rammstein                 | DE13 (3 Wo.)DE | AT20 (1 Wo.)AT | CH30 (1 Wo.)CH | — | Charteinstieg: 24. Mai 2019                                  |
| 2019 | Puppe A, P Rammstein                     | DE22 (2 Wo.)DE | — | — | — | Charteinstieg: 24. Mai 2019                                  |
| 2019 | Sex A, P Rammstein                       | DE27 (2 Wo.)DE | — | — | — | Charteinstieg: 24. Mai 2019                                  |
| 2019 | Was ich liebe A, P Rammstein             | DE33 (1 Wo.)DE | — | — | — | Charteinstieg: 24. Mai 2019                                  |
| 2019 | Diamant A, P Rammstein                   | DE36 (1 Wo.)DE | — | — | — | Charteinstieg: 24. Mai 2019                                  |
| 2019 | Weit weg A, P Rammstein                  | DE37 (1 Wo.)DE | — | — | — | Charteinstieg: 24. Mai 2019                                  |
| 2019 | Tattoo A, P Rammstein                    | DE39 (1 Wo.)DE | — | — | — | Charteinstieg: 24. Mai 2019                                  |
| 2019 | Hallomann A, P Rammstein                 | DE58 (1 Wo.)DE | — | — | — | Charteinstieg: 24. Mai 2019                                  |
| 2022 | Armee der Tristen A, P Rammstein         | — | — | CH69 (1 Wo.)CH | — | Charteinstieg: 12. Juni 2022                                 |

## Sonderveröffentlichungen
| Jahr | Titel Album                                 | Anmerkungen                                                                                                |
| ---- | ------------------------------------------- | --- |
| 2007 | Helden Worlds Collide                       | Erstveröffentlichung: 14. September 2007 Apocalyptica feat. Till Lindemann; Original: David Bowie – Heroes |
| 2010 | That’s Me Lady Revolver                     | Erstveröffentlichung: 7. Mai 2010 Russ and The Velvets feat. Till Lindemann                                |
| 2018 | Let’s Go A Million Degrees                  | Erstveröffentlichung: 30. November 2018 Emigrate feat. Till Lindemann                                      |
| 2021 | Le jardin des larmes Isa                    | Erstveröffentlichung: 22. Oktober 2021 Zaz feat. Till Lindemann                                            |
| 2021 | Always on My Mind The Persistence of Memory | Erstveröffentlichung: 12. November 2021 Emigrate feat. Till Lindemann                                      |
| 2023 | Child of Sin                                | Erstveröffentlichung: 13. Januar 2023 Kovacs feat. Till Lindemann                                          |

## Statistik

### Chartauswertung
Alben
|                     | DE    | AT    | CH    | UK    |
| ------------------- | ----- | ----- | ----- | ----- |
| Nummer-eins-Alben   | DE—DE | AT—AT | CH—CH | UK—UK |
| Top-10-Alben        | DE1DE | AT1AT | CH—CH | UK—UK |
| Alben in den Charts | DE1DE | AT1AT | CH1CH | UK—UK |

|                       | DE    | AT    | CH    | UK    |
| --------------------- | ----- | ----- | ----- | ----- |
| Nummer-eins-Singles   | DE—DE | AT—AT | CH—CH | UK—UK |
| Top-10-Singles        | DE1DE | AT—AT | CH—CH | UK—UK |
| Singles in den Charts | DE2DE | AT—AT | CH—CH | UK—UK |

|                       | DE     | AT     | CH     | UK    |
| --------------------- | ------ | ------ | ------ | ----- |
| Nummer-eins-Singles   | DE4DE  | AT—AT  | CH1CH  | UK—UK |
| Top-10-Singles        | DE16DE | AT10AT | CH3CH  | UK—UK |
| Singles in den Charts | DE42DE | AT27AT | CH26CH | UK9UK |

Singles als Produzent
|                       | DE     | AT     | CH     | UK    |
| --------------------- | ------ | ------ | ------ | ----- |
| Nummer-eins-Singles   | DE4DE  | AT—AT  | CH1CH  | UK—UK |
| Top-10-Singles        | DE16DE | AT10AT | CH3CH  | UK—UK |
| Singles in den Charts | DE37DE | AT28AT | CH26CH | UK9UK |

### Auszeichnungen für Musikverkäufe
| Goldene Schallplatte - Brasilien - 2024: für die Autorenbeteiligung/Produktion Ausländer (Rammstein) - Dänemark - 2022: für die Autorenbeteiligung/Produktion Deutschland (Rammstein) - 2023: für die Autorenbeteiligung/Produktion Sonne (Rammstein) - 2024: für die Autorenbeteiligung/Produktion Amerika (Rammstein) - Frankreich - 2022: für die Autorenbeteiligung/Produktion Deutschland (Rammstein) - Griechenland - 2024: für die Autorenbeteiligung/Produktion Sonne (Rammstein) - Neuseeland - 2024: für die Autorenbeteiligung/Produktion Sonne (Rammstein) - Norwegen - 1997: für die Autorenbeteiligung/Produktion Engel (Rammstein) - Polen - 2022: für die Autorenbeteiligung/Produktion Radio (Rammstein) - 2022: für die Autorenbeteiligung/Produktion Ausländer (Rammstein) - Portugal - 2023: für die Autorenbeteiligung/Produktion Du hast (Rammstein) - Schweden - 2001: für die Autorenbeteiligung/Produktion Sonne (Rammstein) - 2021: für die Autorenbeteiligung/Produktion Deutschland (Rammstein) - Spanien - 2024: für die Autorenbeteiligung/Produktion Du hast (Rammstein) - 2024: für die Autorenbeteiligung/Produktion Sonne (Rammstein) - 2024: für die Autorenbeteiligung/Produktion Deutschland (Rammstein) | Platin-Schallplatte - Brasilien - 2024: für die Autorenbeteiligung/Produktion Deutschland (Rammstein) - Dänemark - 2025: für die Autorenbeteiligung/Produktion Du hast (Rammstein) - Neuseeland - 2022: für die Autorenbeteiligung/Produktion Du hast (Rammstein) 2× Platin-Schallplatte - Polen - 2022: für die Autorenbeteiligung/Produktion Deutschland (Rammstein) |

Anmerkung: Auszeichnungen in Ländern aus den Charttabellen bzw. Chartboxen sind in ebendiesen zu finden.
| Land/RegionAuszeichnungen für Musikverkäufe (Land/Region, Auszeichnungen, Verkäufe, Quellen) | Silber     | Gold       | Platin     | Verkäufe  | Quellen                                                              |
| -------------------------------------------------------------------------------------------- | ---------- | ---------- | ---------- | --------- | -------------------------------------------------------------------- |
| Brasilien (PMB)                                                                              | —          | Gold1      | Platin1    | 60.000    | pro-musicabr.org.br                                                  |
| Dänemark (IFPI)                                                                              | —          | 3× Gold3   | Platin1    | 225.000   | ifpi.dk                                                              |
| Deutschland (BVMI)                                                                           | —          | 10× Gold10 | 2× Platin2 | 3.450.000 | musikindustrie.de                                                    |
| Frankreich (SNEP)                                                                            | —          | Gold1      | —          | 100.000   | snepmusique.com                                                      |
| Griechenland (IFPI)                                                                          | —          | Gold1      | —          | 10.000    | Einzelnachweise                                                      |
| Neuseeland (RMNZ)                                                                            | —          | Gold1      | Platin1    | 45.000    | radioscope.co.nz NZ2 (Memento vom 28. Juli 2011 im Internet Archive) |
| Norwegen (IFPI)                                                                              | —          | Gold1      | —          | 10.000    | Einzelnachweise                                                      |
| Schweden (IFPI)                                                                              | —          | 2× Gold2   | —          | 55.000    | sverigetopplistan.se Einzelnachweise                                 |
| Spanien (Promusicae)                                                                         | —          | 3× Gold3   | —          | 90.000    | elportaldemusica.es                                                  |
| Österreich (IFPI)                                                                            | —          | 4× Gold4   | Platin1    | 90.000    | ifpi.at                                                              |
| Polen (ZPAV)                                                                                 | —          | 2× Gold2   | 2× Platin2 | 150.000   | olis.pl                                                              |
| Portugal (AFP)                                                                               | —          | Gold1      | —          | 5.000     | Einzelnachweise                                                      |
| Vereinigtes Königreich (BPI)                                                                 | 3× Silber3 | Gold1      | —          | 1.000.000 | bpi.co.uk                                                            |
| Insgesamt                                                                                    | 3× Silber3 | 31× Gold31 | 8× Platin8 |           |                                                                      |